# Naama (Księga Rodzaju)
Naama, Naamah, Na'amah lub Na'ama (hebr.: נַעֲמָה, oznaczające przyjemny) – biblijna postać, córka Lamecha, potomka Kaina i Silli. Była siostrą Tubal-Kaina (Rdz 4:22).